# Primera Fuerza 1927/28
Die Saison 1927/28 der Primera Fuerza war – unter der Berücksichtigung, dass das im Pokalmodus ausgetragene Jubiläumsturnier Centenario 1921 nicht als regulärer Ligawettbewerb anzusehen ist  – die 26. Spielzeit der in Mexiko eingeführten Fußball-Liga. Stand der Wettbewerb ursprünglich Mannschaften aus allen Landesteilen offen, so war er in den 20 Jahren von 1920 bis 1940 auf Vereine aus Mexiko-Stadt begrenzt.
Meister wurde zum vierten Mal in Folge die Mannschaft des Club América.

## Saisonverlauf und Spielorte
Das Turnier begann am 2. Oktober 1927 mit einer Doppelveranstaltung, in der zunächst der Real Club España gegen den FV Germania und anschließend der CF Asturias gegen Club Aurrerá antrat. Beide Spiele endeten mit einem 6:2-Sieg der „spanischen Vereine“ (España und Asturias).
Wegen der Olympischen Sommerspiele, an der die mexikanische Fußballnationalmannschaft teilnahm, wurde die Meisterschaftsrunde nach den Begegnungen des 15. April 1928 unterbrochen und erst am 16. September 1928 fortgesetzt. Der Real Club España monierte diese lange Pause und nahm nicht mehr an den letzten Spieltagen teil, so dass die restlichen 4 Begegnungen des Vereins jeweils zu Gunsten der gegnerischen Mannschaft gewertet wurden. Der letzte Spieltag wurde am 11. November 1928 mit den Begegnungen zwischen dem Club México und Asturias (2:2) sowie dem Club América und dem Club Aurrerá (3:1) ausgetragen.
Alle Spiele der gesamten Saison wurden auf einem Sportplatz der beiden „spanischen Rivalen“ Asturias und España ausgetragen. Zunächst fanden die einzelnen Spieltage im permanenten Wechsel zwischen den beiden Sportstätten statt. Nach dem Ausstieg des Real Club España wurden alle Begegnungen auf dem Gelände des Club Asturias ausgetragen.

## Abschlusstabelle
| Pl. | Verein       | Sp. | S  | U | N | Tore    | Diff. | Punkte |
| --- | ------------ | --- | -- | - | - | ------- | ----- | ------ |
| 1.  | Club América | 14  | 11 | 2 | 1 | 040:190 | +21   | 24:40  |
| 2.  | CF Asturias  | 14  | 5  | 8 | 1 | 044:310 | +13   | 18:10  |
| 3.  | Club España  | 14  | 7  | 2 | 5 | 033:130 | +20   | 16:12  |
| 4.  | CF México    | 14  | 6  | 4 | 4 | 022:220 | ±0    | 16:12  |
| 5.  | Club Aurrerá | 14  | 5  | 1 | 8 | 024:400 | −16   | 11:17  |
| 6.  | CF Atlante   | 14  | 3  | 3 | 8 | 018:280 | −10   | 09:19  |
| 7.  | Club Necaxa  | 14  | 2  | 5 | 7 | 019:300 | −11   | 09:19  |
| 8.  | FV Germania  | 14  | 3  | 3 | 8 | 028:450 | −17   | 09:19  |

### Kreuztabelle
| 1927/28 | 1927/28  | AME | AST | ESP | MEX | AUR | ATE | NEC | GER |
| 01.     | América  |     | 2:2 | 1   | 2:1 | 3:0 | 2:1 | 2:0 | 5:3 |
| 02.     | Asturias | 5:5 |     | 1:1 | 2:0 | 6:2 | 5:1 | 3:3 | 2:2 |
| 03.     | España   | 2:1 | 2:4 |     | 3:0 | 8:0 | 1   | 1   | 3:2 |
| 04.     | México   | 0:5 | 2:2 | 1   |     | 1:1 | 3:2 | 1:1 | 4:2 |
| 05.     | Aurrerá  | 1:3 | 4:1 | 2:4 | 0:3 |     | 2:0 | 3:2 | 4:2 |
| 06.     | Atlante  | 1:2 | 1:1 | 1:1 | 1:2 | 3:2 |     | 3:2 | 0:1 |
| 07.     | Necaxa   | 0:1 | 4:4 | 0:3 | 0:4 | 1:2 | 2:2 |     | 3:1 |
| 08.     | Germania | 3:7 | 2:6 | 2:6 | 1:1 | 3:1 | 3:2 | 1:1 |     |

1 Die 4 Begegnungen nach dem Ausstieg des Real Club España wurden jeweils mit einem Sieg der gegnerischen Mannschaft gewertet.